# Gaig de Sichuan
El gaig de Sichuan (Perisoreus internigrans) és una espècie d'ocell de la família dels còrvids (Corvidae) que habita els boscos de coníferes de les muntanyes de Sichuan, sud-est de Qinghai i sud-oest de Gansu, a la Xina occidental.